# Matta (Suriname)
Matta, ook wel Korhopa (Sranantongo: Mata), is een dorp in het district Para in Suriname.
Vanaf de J.F. Kennedy Highway gaat de 'Weg naar Mata' langs de dorpen Pikin Saron en Berlijn naar Matta. In 2018 is de weg nog niet geasfalteerd, ondanks de belofte die de regering in 2012 gedaan zou hebben volgens de inwoners.
In het dorp wonen rond de 500 inheemse Surinamers van het volk Arowakken. In 2013 werd kapitein (dorpshoofd) Michel Karwofodi aangesloten op het internet en kreeg daarmee een directe communicatielijn met het districtscommissariaat van toen nog Jerry Miranda. In 2022 opende het ministerie van Landbouw, Veeteelt en Visserij een dependance in Matta. In hetzelfde jaar was Wendeline Sabajo de kapitein.
In 2018 gaf de regering onder leiding van Desi Bouterse honderden hectares grond uit die deel uitmaakt van het gemeenschappelijke bos van het inheemse Matta-volk, ondanks dat een gerechtelijke uitspraak dit verbiedt. Naast de onteigening dreigt hiermee een industrieterrein dicht bij het dorp te worden gebouwd dat plek moet gaan bieden aan tienduizend personen.

## Beelden uit 1947

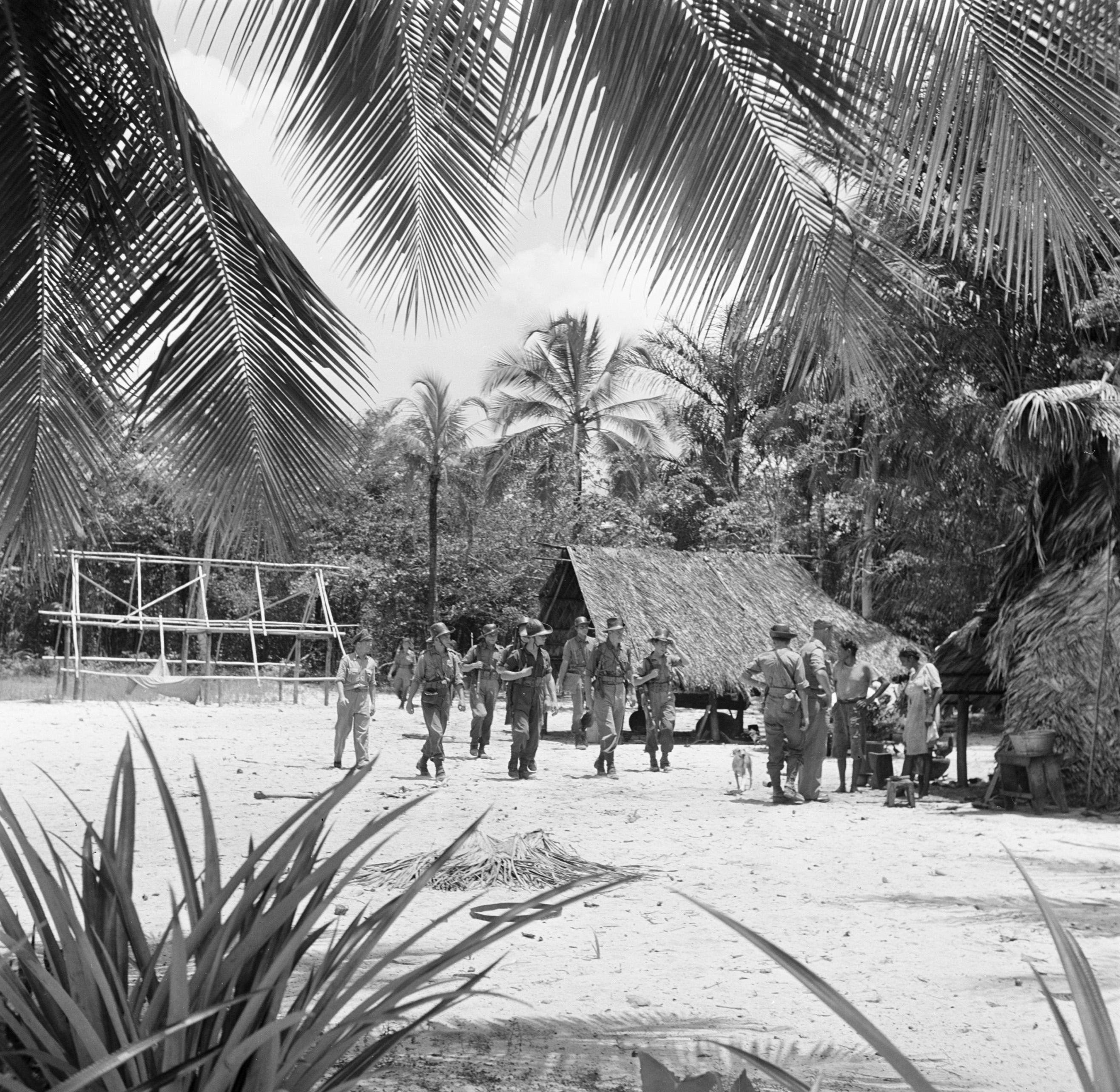
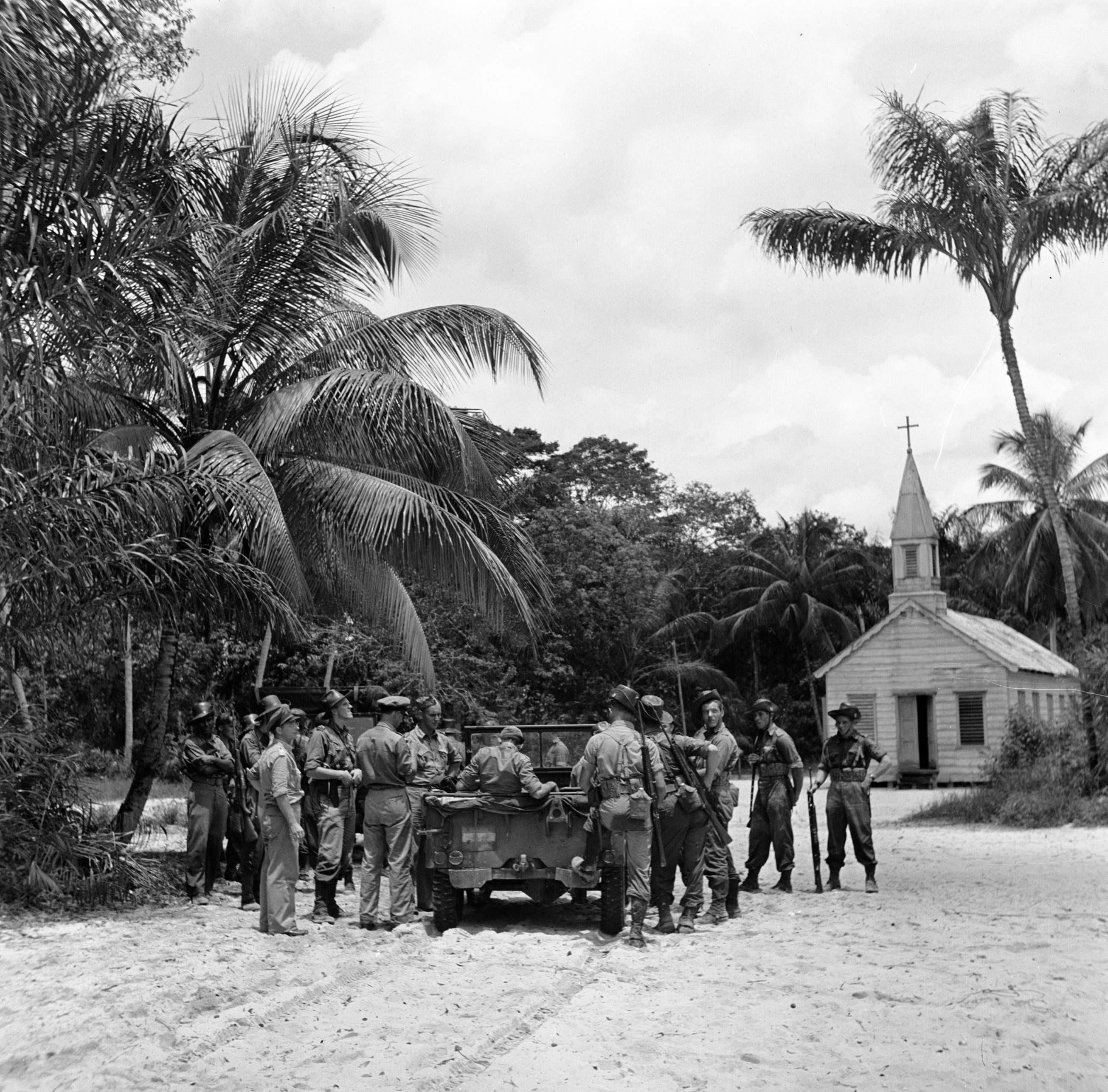
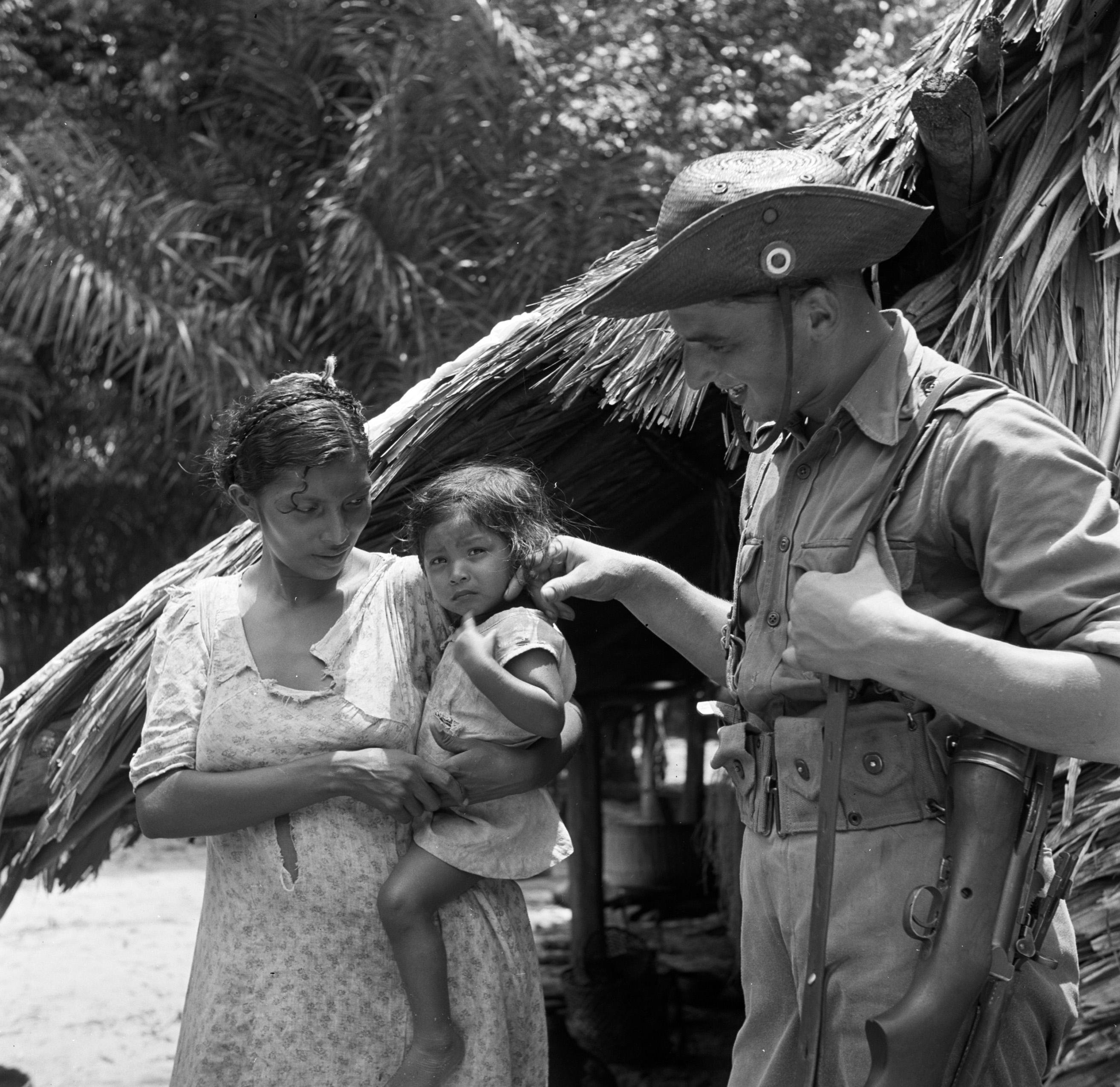